# Hayashidonus japonicus
Hayashidonus japonicus is een garnalensoort uit de familie van de Processidae. De wetenschappelijke naam van de soort is voor het eerst geldig gepubliceerd in 1844 door De Haan.